# Gąsówka ziarnista
Gąsówka ziarnista (Lepista vernicosa (Fr.) Bon) – gatunek grzybów należący do rzędu pieczarkowców (Agaricales).

## Systematyka i nazewnictwo
Pozycja w klasyfikacji według Index Fungorum: Lepista, Incertae sedis, Agaricales, Agaricomycetidae, Agaricomycetes, Agaricomycotina, Basidiomycota, Fungi.
Po raz pierwszy opisał go w 1821 r. Elias Fries nadając mu nazwę Agaricus cerinus ß vernicosus. Obecną, uznaną przez Index Fungorum nazwę nadał mu Marcel Bon w 1996 r. Pozostałe synonimy:
- Agaricus vernicosus (Fr.) Fr. 1874
- Clitocybe vernicosa (Fr.) Gillet 1874
- Lepista vernicosa (Fr.) Bon 1983
- Omphalia vernicosa (Fr.) Quél. 1886[2].

W 2003 r. Władysław Wojewoda zarekomendował polską nazwę lejkówka ziarnista (dla synonimu Clitocybe vernicosa). Jest niespójna z aktualną nazwą naukową. Zgodną z nazwą naukową nazwę gąsówka ziarnista podaje internetowy atlas grzybów.

## Morfologia
Owocniki drobne. Kapelusz o średnicy 3–5 cm, początkowo wypukły, potem spłaszczony, na koniec lekko wklęsły. Powierzchnia żółtawa, jasnobrązowożółta. Blaszki gęste, żółtawe, wąskie. Trzon o wysokości 2–5 cm i grubości 0,5–0,8 cm, tej samej barwy co kapelusz, tylko podstawa jest biała. Miąższ żółtawy, cienki, bez specjalnego zapachu i smaku. Zarodniki 3–4 um, chropowate.

## Występowanie
Znane są nieliczne stanowiska w Ameryce Północnej i Europie. Władysław Wojewoda w 2003 r. przytoczył 3 stanowiska (jako Clitocybe vernicosa), w późniejszych latach podano następne.
Naziemny grzyb saprotroficzny. Występuje wśród mchów w lasach i zaroślach iglastych.